# دوري بونير لكرة القدم
دوري بونير لكرة القدم هو الدوري الوطني لكرة القدم في بونير .البطل الحالي هو إس في يوفنتوس.